# ألفريدو ساديل
ألفريدو ساديل (بالإسبانية: Alfredo Sadel) ولد في 22 فبراير 1930 وتوفي بتاريخ 28 حزيران/يونيو 1989، وهو مغني وممثل فنزويلي ذو شعبية كبيرة.

## النشأة
ولد مانويل ألفريدو سانشيز لونا في كراكاس، فنزويلا وهو ابن كل من مانويل سانشيز بينيتيز ولويزا أميليا لونا.
منذ طفولته المبكرة كان يبدي اهتماما في الموسيقى، حيث شارك في جوقة الكنيسة المحلية. أما أول ظهور له فكان من خلال أغنية «أفي ماريا» في كاتدرائية كراكاس، حيث نال إعجاب أولئك الذين استمعوا إليه.
ذهب إلى «كلية دومينغو سافيو» في لوس تكوسحتى من أجل متابعة دراسته وقد عانى وهو في سن الرابعة عشرة من مشاكل جمة لعل أبرزها المشاكل المالية التي وقفت سدا أمام طريق عائلته، لكن الكهنة السالزيان  قاموا بمساندته وساهموا بشكل فعال في تعليمه الموسيقي.
مع مرور الوقت، بدأ ألفريدو يكسب شهرة في عالم الموسيقى، وقد كان هناك بالفعل اثنين من المهنيين فز نفس المجال والذين يحملان نفس اسمه تقريبا، فالأول كان يدعى حد أليكس أما الثاني فكان اسمه أليكس سانشيز، ولذلك قرر تغيير اسمه؛ حيث أخذ المقطع الأول من اسمه الأخير «سا» وأضاف إليه كلمة «ديل» تشريفا إلى معبوده كارلوس غارديل لتصبح فيما يعد ساديل.

## المسيرة المهنية
ساديل كان يطلق عليه اسم «الفحوى المفضلة في فنزويلا».
قامت العديد من الشركات برعاية مسيرته التي بدأت في "Escuela Superior de Música de Caracas" واستمر في العمل في العديد من الأماكن المختلفة مثل مدينة مكسيكو، مدينة نيويورك، بوينس آيرس، برشلونة، أسبانيا، زالتسبورغ وميلان.
في عام 1948، قام بتسجيل أول ألبوم له  وقد أُنتج في فنزويلا تحت اسم «الماس نيغرو» حيث حقق نسبة مبيعات جيدة. مما جعله يحظى باهتمام الكثيرين من نقاد هذا الفن وقد شكل له الألبوم الأول بداية حياته الموسيقية.
بدأ ساديل بدراسة جادة لموسيقى الأوبرا الإيطالية، وفي نهاية المطاف تمكن من غناء هذا النوع الموسيقي وإنتاجه تحت اسم ولادته ألفريدو سانشيز لونا. وما زاد من شعبيته أنه غنى بنجاح لدوق مانتوا في فيردي «ريجوليتو».
- السينما والخروج للعالميةففي عام1950 بدأ مشواره في السينما من خلال المشاركة في فيلم "A La Habana me voy"، مع الكوبيين أمارو، واوتو سيرغو والأرجنتيني تيتو لوسياردو.
- في عام 1952، سافر إلى الولايات المتحدة فعمل في مسرح شاتو مدريد بنيويورك، بصحبة أوركسترا الديارو روميرو، الذي كان صديقا له.... وأدى في نيويورك على مسرح جيفرسون، واصبح معروفا ومشهورا بأدائه جدا. فأصبح أول فنان فنزويلي يعمل علي التلفزيون الأميركي، وعمل العديد من البرامج الناجحة، ويعتبر من قبل الصحافة بأنه الفنان اللاتيني الأكثر شعبيه في التلفزيون الأميركي.
- وفي عام 1955 قدم لأول مره له في هافانا كوبا وتحصل علي نجاح كبير. في تلك السنه سجل عمل بعنوان «أغنيتي»، وشارك ساديل في مهنته كمغني في النشاط النقابي الفني، وشارك في 1957 بتأسيس الرابطة الفنزويلية لفناني المسرح.
- في عام 1958، عاد إلى الولايات المتحدة تعاقدت معه شركة مترو جولدوين ماير Metro-Goldwyn-Mayer ؛ التي كانت تخطط أن تدرجه في بعض أفلامها والاستفادة منه. ومع ذلك، فقد ظل سنة يتلقى راتبا ولم يكلف بأي دور، فذهب إلى المكسيك.هناك شارك في في أفلام "إل راتون“El Ratón"، بجانب (راؤول راتون ماسياس)...و تو لا منتيراTu la mentira'، مع ميغيل أسيفيس ميجيا وإيفانجيلينا إليزوندو. وفي وقت لاحق تنازل عن عقده مع مترو جولدوين ماير.
- عاد إلى المكسيك، في عام 1960، وشارك في فيلم «تريس بالاس بيرديداسTres balas perdidas» مع خافيير سوليس، وإلفيرا كوينتانا، وماريا فيكتوريا وجوليو ألدما. وعمل مرة أخرى مع ميغيل أسيفيس ميجيا في «بن سويرتEl buena suerte»، بالإضافة إلى سارة غارسيا ومرة أخرى مع خافيير سوليس وجوليو ألدما، في فيلم "En cada feria un amor".
- وتنتهي مسيرته في السينما مع «مارتين سانتوس، الحارس»، والإنتاج المشترك المكسيكي-الفنزويلي مع الموسيقي الدي قام به خوان فيسنتي توريبا وخوسيه سرابياJosé E. Sarabia . في المهرجان الخامس للصوت الذهبي لعام 1973 دعوى قضائية رفعها ألفريدو سادل، الذي اعتبر أن المنظمين والمشاركين (بما في ذلك هيكتور كابريرا) قد تآمروا لاستبعاده من مسابقة صوت الماس؛ وذكرت اللجنة المنظمة ان سادل لم يكن مؤهلا للحصول على الجائزة وأيضا لم يسجل في الوقت المحدد. بسبب هذا الصراع، ليلة الافتتاح كابريرا عذر نفسه أمام الجمهور ولم يغني، لذلك تم استبعاده من قبل لجنة التحكيم. وللتخفيف من حدة الوضع، دعت اللجنة المنظمة سادل للمشاركة كضيف خاص مع روزاليندا غارسيا ورودي ماركيز. قبل سادل ودعا هيكتور كابريرا والمطربين الآخرين إلى المسرح ليظهر للجمهور أن الخلاف قد انتهي. قدم سادل عروضا في جميع أنحاء أمريكا، وألمانيا وبلغراد وهنغاريا وسويسرا وإسبانيا والاتحاد السوفياتي (1967 و 1968)، أول مغني فنزويلي يقدم في سيبيريا.
- في السنوات الأخيرة قدم عروضا في كوبا عام 1978 وسجل مع لوس بانشوش؛ تم استقر في نيويورك عام1985؛ وسافر كثيرا إلي كاراكاس وكولومبيا حيث كان يقدم عروضا فيها في حين ان صحته بدأت في التدهور وفي 1988؛1989 قدم في مسرح تيريزا كارينيو بفنزويلا حفلات تعتبر وداع له.

في مجموع مسيرة سادل، أكثر من 2000 الأغاني التي تم جمعها على حوالي 200 قرص.وحيث توجد مؤسسة تحمل اسمه تقوم بتجميعها، في سلسلة تسمى وثائق ألفريدو سادل....وعلي الرغم من ان الفريدو ساديل اليوم لا يتردد صداه باستمرار في الأجيال الجديدة، فان ارثه لا يزال قائما فصوت سادل موجود دائما في التراث الثقافي الفنزويلي.وقد حقق ساديل إنجازات عظيمة في مسيرته كمغني عالمي، ولكن على الرغم من دلك، فهو مشهور أيضا بتقديم الموسيقى الشعبية.

## المرض والموت
توفي ساديل في كراكاس، فنزويلا في سن 59 وذلك بعد إصابته بمرض السرطان.

## وصلات خارجية
- الألبومات
- ألفريدو ساديل على موقع IMDb (الإنجليزية)
- ألفريدو ساديل على موقع ميوزك برينز (الإنجليزية)
- ألفريدو ساديل على موقع أول ميوزيك (الإنجليزية)
- ألفريدو ساديل على موقع ديسكوغز (الإنجليزية)
- ألفريدو ساديل على موقع قاعدة بيانات الفيلم (الإنجليزية)
- مؤسسة انترناسيونال خوسيه غييرمو كاريلو
- "Biografía de Alfredo Sadel" (بالإسبانية). Fundación Internacional José Guillermo Carrillo. Archived from the original on 2016-03-03. Retrieved 2010-08-02.